# Herk-de-Stad
Herk-de-Stad (fr. Herck-la-Ville, lim. Herk) – miasto w Belgii, w Regionie Flamandzkim, w prowincji Limburgia, w okręgu Hasselt. 1 stycznia 2024 liczyło 12 841 mieszkańców. Leży w dorzeczu trzech rzek: Demer, Herk oraz Gete, które zlewają się w obszarze chronionym Schulensbroek.

## Podział administracyjny
W skład gminy wchodzą trzy dzielnice (deelgemeente):
- Berbroek
- Donk
- Schulen

## Demografia
- Źródła:NIS, :od 1806 do 1981= według spisu; od 1990 liczba ludności w dniu 1 stycznia

1 stycznia 2024 całkowita populacja Herk-de-Stad liczyła 12 841 osób. Łączna powierzchnia miasta wynosi 43,03 km², co daje gęstość zaludnienia 298 mieszkańców na km².

## Współpraca
Miejscowość partnerska:
- Oborniki, Polska